# Anthelephila bejceki
Anthelephila bejceki es una especie de coleóptero de la familia Anthicidae.

## Distribución geográfica
Habita en Yemen.